# Андре Грийн
Андре Грийн (на френски: André Green) е френски психоаналитик.

## Биография
Роден е на 12 март 1927 година в Кайро, Египет. Учи медицина, като специализира психиатрия, в Парижкото медицинско училище и работи в няколко болници.
През 1965 г., след като завършва обучението си като психоаналитик, става член на Парижкото психоаналитично общество, на което е президент от 1986 до 1989 г. От 1975 до 1977 т. е вицепрезидент на Международната психоаналитична асоциация. Професор е в Университетски колеж Лондон от 1979 до 1980 г.
Грийн е автор на редица публикации и книги по теорията и практиката на психоанализата и психоаналитичната критика на културата и литературата.
Умира на 22 януари 2012 година в Париж на 84-годишна възраст.